# شلبی‌ویل (ایلینوی)
شلبی‌ویل، ایلینوی (به انگلیسی: Shelbyville, Illinois) یک شهر در ایالات متحده آمریکا با جمعیت ۴٬۷۰۰ نفر است که در ایلی‌نوی واقع شده‌است.

## موقعیت جغرافیایی
موقعیت جغرافیایی شهرها و مناطق اطراف به شرح زیر است: